# Creuzier-le-Vieux
Creuzier-le-Vieux è un comune francese di 3 341 abitanti situato nel dipartimento dell'Allier della regione dell'Alvernia-Rodano-Alpi.

## Società

### Evoluzione demografica
Abitanti censiti